# Квіріке IV
Квіріке (Кіріак) IV (*კვირიკე IV, д/н —1102) — 4-й цар (мепе) Кахетії (Кахеті-Ереті) з 1084 до 1102 року. Низко дослідниками розглядається як «Квіріке II», рахуючи від першого царя з такими іменем, не враховуючи князів Кахетії.

## Життєпис
Походив з вірменської династії Кюрінянів. Син Аґсартана I, царя Кахетії. Про дату народження й молоді роки нічого невідомо. У 1084 році після смерті батька стає новим кахетинським володарем. Продовжив політику попередника, спрямовану на збереження миру з сельджуками, війська яких намагався використовувати проти картлійського царя Давида IV, що розпочав активну політику з об'єднання грузинських земель.
У 1101 році зазнав невдачі з Картлі, втративши важливу прикордонну фортецю зедазені (при впадінні Арагви до Кури). У 1102 році Квіріке IV помер, передавши владу синові (за іншими відомостями, небожу) Аґсартану II.